# Резван, Виталий Гаврилович
Виталий Гаврилович Резван (14 августа 1939 — 11 августа 2011, Харьков, Украина) — советский спортсмен и тренер по велоспорту, заслуженный тренер СССР.

## Биография
Спортсмен стал мастером спорта СССР, являясь многократным призером чемпионатов Советского Союза по велогонкам на треке. По окончании карьеры гонщика стал успешным тренером. В 1984 г. был признан лучшим тренером страны по велосипедному спорту.
Работал в Харьковском велоспортивном центре «Темп». В последние годы - главный тренер национального велосипедного центра «Украина». В числе его воспитанников — чемпионы мира, многократные чемпионы СССР и победители многодневных гонок Александр Зиновьев и Василий Жданов, чемпион Украины на шоссе в «разделке» и групповой гонке Александр Квачук.